# Miho Bošković
Miho Bošković (Dubrovnik, 11 de janeiro de 1983) é um jogador de polo aquático croata, campeão olímpico.

## Carreira
Bošković fez parte do elenco campeão olímpico pela Croácia em Londres 2012.